# Rudolf Sauter
Rudolf Sauter (* 4. Juni 1925 in Denkingen; † 6. Januar 2013 in Schwäbisch Gmünd) war ein deutscher Pädagoge, Philologe, Mundartdichter und Hochschullehrer.

## Leben
Sauter wuchs in Hussenhofen bei Schwäbisch Gmünd auf, studierte an der Universität Tübingen Germanistik und Pädagogik. Er promovierte 1954 mit der Dissertation Vorbilder und Idole: Untersuchungen über Grenzen und Möglichkeiten der Schulerziehung zum Dr. phil. und ging anschließend in den Schuldienst.
1959 kam Sauter zunächst als Dozent an das Pädagogische Institut Schwäbisch Gmünd, wurde dann 1967 bis zu seiner Emeritierung 1990 am Nachfolgeinstitut, der Pädagogischen Hochschule Schwäbisch Gmünd Professor für Schulpädagogik. 1965 bis 1967 war er zudem Prorektor der Hochschule. 1967 bis 1974 übernahm Sauter die Leitung der Schulpraxis, 1980 wurde er zum Leiter der Außenstelle des Landeslehrerprüfungsamts. Diese Position begleitete er bis 1988.

## Wirken
Zunächst widmete sich Sauter der Vorbildpädagogik und erlangte später als Verkehrspädagoge Popularität. 1970 veröffentlichte er ein Plädoyer für die Ganztagesschule. Neben seiner pädagogischen Tätigkeit war er als Mundartdichter und Literaturfreund tätig. Außerdem veröffentlichte er unter dem Pseudonym Alois einen Samstagskommentar in der Gmünder Tagespost. Seltener verwendete er das Pseudonym Ignaz.

## Veröffentlichungen
- Vorbilder und Idole: Untersuchungen über Grenzen und Möglichkeiten der Schulerziehung, Hochschulschrift Universität Tübingen, Tübingen 1954.
- Die audio-visuellen Mittler im Deutschunterricht : Ein Handbuch für Lehrer und Erzieher (mit Eugen Lutz und Gabriele Wächtershäuser), Band 6 Audio-visuelle Mittler in der Unterrichtspraxis: Handbücher für Lehrer und Erzieher, Verlag Keimer, München 1971, ISBN 3-920536-16-9.
- Oms Nomgugga: Schwäbisches in Dur und Moll, Einhorn-Verlag, Schwäbisch Gmünd 1982, ISBN 3-921703-47-6.
- Schwäbisch Gmünd: Fotos von Ludwig Windstosser und Peter Windstosser. Texte von Hermann Ehinger und Rudolf Sauter, Theiss-Verlag, Stuttgart 1983, ISBN 3-8062-0310-5.
- Bhüet di Gott Alois: Gereimtes und Ungereimtes in Gmünder Mundart, Einhorn-Verlag, Schwäbisch Gmünd 1984, ISBN 3-921703-58-1.
- Guet g'sait: Gmünder Mundartdichter gestern und heute (mit Texten von Josef Epple), Einhorn-Verlag, Schwäbisch Gmünd 1985, ISBN 3-921703-64-6.
- Mit dem Herrgott auf Du und Du: Gespräche mit dem lieben Gott in schwäbischer Mundart (mit Hanko Walter), Einhorn-Verlag, Schwäbisch Gmünd 1987, ISBN 3-921703-74-3.
- Ach du grosser Gott: neue Gespräche mit dem lieben Gott in schwäbischer Mundart (mit Walter Hanko), Einhorn-Verlag, Schwäbisch Gmünd 1990, ISBN 3-927654-15-9.
- Jetz gugg au do na. Schwäbische Miniaturen (mit Walter Hanko), Einhorn-Verlag, Schwäbisch Gmünd 1995, ISBN 978-3-927654-47-1.

## Ehrungen
- 1992 Preis des Deutschen Verkehrspädagogischen Instituts
- Ehrenbürger der Pädagogischen Hochschule Schwäbisch Gmünd